# 杉浦梅潭
杉浦 梅潭（すぎうら ばいたん）は江戸時代後期から明治時代の旗本、官僚、漢詩人。最後の箱館奉行。目付及び箱館奉行時代を書き記した日記『経年紀畧』、浪士組に関する記録帳『浪士一件』を著した。

## 生涯

### 幼少期
旗本小林氏の婿養子であった久須美祐義の子に生まれる。文政10年（1827年）に父が小林氏と離縁し、実家久須美家へ戻った。梅潭は母の元に残されたが、天保3年（1832年）10月に久須美家に引き取られた。天保14年（1843年）、祖父祐明が大坂西町奉行に異動すると、父と共に大坂へ赴いた。ここで祖父の仕事ぶりを見学したり、武術の稽古を付けてもらった。嘉永元年（1848年）に旗本杉浦家の養子に入った。
その後嘉永4年（1851年）に大番衛士として幕府に仕官、鉄砲玉薬奉行、洋書調所頭取を経て、文久2年（1862年）8月、老中板倉勝静に抜擢されて目付に任命された。

### 目付時代
文久3年（1863年）1月、政事総裁職松平春嶽に従い上洛、2月に京都について幕府に攘夷実行を迫る朝廷への上奏文の草案作成を担当する一方、前年12月に浪士組掛に任命、清河八郎の暗殺に関わったとされる。3月に江戸へ戻るも12月に14代将軍徳川家茂に従い再び上洛、元治元年（1864年）5月、朝廷に横浜鎖港を約束した家茂に随行して江戸に帰還した。
しかし、前年3月に罷免された春嶽の後任として政事総裁職に就任した松平直克が6月3日に横浜鎖港問題遂行の為に板倉勝静ら穏健派9人を罷免すべきと家茂に言上、梅潭は17日に辞任した（翌18日に勝静も辞任）。

### 箱館奉行時代
それから1年半後の慶応2年（1866年）1月18日、箱館奉行に任命され、蝦夷地へ赴任、日露和親条約で日本とロシアの雑居地と決められた樺太の内、日本人居住地の南にロシア人が住居を建設する問題が発生、その交渉にあたった。しかし、本州では幕府が大政奉還、それに続く戊辰戦争で旧幕府側は劣勢に立たされた。やがて慶応4年（1868年）3月、朝廷に奉行所を明け渡すよう江戸から指令が届き、閏4月27日、箱館裁判所総督清水谷公考に箱館奉行所を引き渡し、6月に江戸へ戻った。

### 晩年
明治元年（1868年）12月、駿府藩公儀人に任命されたが、翌年8月2日に外務省に出仕、29日に開拓使の権判官に任命されて再び蝦夷地に赴任、明治10年（1877年）1月29日に退官するまで開拓長官黒田清隆の元で働いた。退官後の翌明治11年（1878年）9月、向山黄村、稲津南洋と共に晩翠吟社を創立、詩作で余生を送った。明治33年（1900年）5月30日死去、享年74。杉浦家は長男の正一郎と次男の北二に先立たれたため、次女登美の婿養子に迎えた高橋譲三が継いだ。

## 略歴
- 文政9年1月9日（1826年2月15日） - 誕生。
- 嘉永元年（1848年）11月26日 - 旗本杉浦求馬の養子となる。これより前、15日に叔父の飛騨郡代・豊田友直の長女お喜多と結婚。
- 嘉永2年（1849年）7月23日 - 長女登志誕生。
- 嘉永4年（1851年）1月19日 - 長男喜之助誕生するも、晦日にお喜多が死去。12月8日、大番衛士に任命。
- 安政2年（1855年）4月24日 - 豊田友直の次女で先妻の妹お多嘉と再婚。
- 安政5年（1858年）1月14日 - 次女登美誕生。
- 万延元年（1860年）6月19日 - 鉄砲玉薬奉行に任命。
- 文久2年（1862年）5月15日 - 洋書調所頭取に任命、8月24日、目付に登用。
- 文久3年（1863年）1月5日 - 3女誕生。2月12日、お多嘉没。7月23日、長崎奉行に任命されるも、すぐに撤回され、29日に目付に戻る。9月13日、池田長発の外国奉行転任に伴い、目付筆頭に選ばれる。同月、林靏梁の養女（中井数馬の娘）喜美と再婚。10月16日、諸大夫に叙任、兵庫頭を授与。喜之助、正一郎と改名。
- 元治元年（1864年）6月17日 - 目付を罷免。
- 慶応2年（1866年）1月18日 - 箱館奉行に復帰。同役に小出秀実。
- 慶応4年（1868年）閏4月27日 - 箱館裁判所総督清水谷公考に箱館奉行所を引き渡す。6月、江戸に帰還。12月4日に駿府藩公儀人に任命される。
- 明治2年（1869年）8月2日 - 外務省に出仕、29日に開拓権判官に任命される。11月29日、次男北二誕生。30日に出発、12月29日に函館に到着。
- 明治3年（1870年）11月4日 - 正一郎没。
- 明治5年（1872年） - 開拓判官に任命される。
- 明治7年（1874年）11月28日 - 上京、高橋譲三を登美の婿養子に迎え、結婚。
- 明治9年（1876年）7月16日 - 明治天皇の函館行幸の先導を務める。10月5日、北二没。
- 明治10年（1877年）1月29日 - 退官。
- 明治11年（1878年）9月 - 向山黄村、稲津南洋と共に晩翠吟社を創立。
- 明治33年（1900年）5月30日 - 死去。享年74。